# Monumento Natural Dos Lagunas
Monumento Natural Dos Lagunas är en park i Chile.   Den ligger i regionen Región de Aisén, i den södra delen av landet, 1 300 km söder om huvudstaden Santiago de Chile. Monumento Natural Dos Lagunas ligger 722 meter över havet. Den ligger vid sjöarna  Laguna Escondida och Lago El Toro.
Terrängen runt Monumento Natural Dos Lagunas är kuperad åt sydost, men åt nordväst är den bergig. Närmaste större samhälle är Coihaique, 18,2 km väster om Monumento Natural Dos Lagunas. 
Trakten runt Monumento Natural Dos Lagunas består i huvudsak av gräsmarker. Trakten runt Monumento Natural Dos Lagunas är nära nog obefolkad, med mindre än två invånare per kvadratkilometer.